# Sport- und Schwimmverein Jahn 2000 Regensburg 2002-2003
Questa voce raccoglie le informazioni riguardanti lo Sport- und Schwimmverein Jahn 2000 Regensburg nelle competizioni ufficiali della stagione 2002-2003.

## Stagione
Nella stagione 2002-2003 il Jahn Regensburg, allenato da Günter Sebert, concluse il campionato di Regionalliga sud al 2º posto e fu promosso in 2. Bundesliga. In Coppa di Germania il Jahn Regensburg fu eliminato al primo turno dal LR Ahlen.

## Rosa
| N. |                     | Ruolo | Calciatore       |
| -- | ------------------- | ----- | ---------------- |
| 1  | Germania (bandiera) | P     | Uwe Gospodarek   |
| 2  | Germania (bandiera) | D     | Stefan Binder    |
| 3  | Austria (bandiera)  | D     | Mario Stieglmair |
| 4  | Germania (bandiera) | C     | Matthias Dehoust |
| 4  | Germania (bandiera) | C     | Werner Heinzen   |
| 5  | Germania (bandiera) | D     | Markus Weinzierl |
| 6  | Germania (bandiera) | D     | Carsten Keuler   |
| 7  | Germania (bandiera) | C     | Tobias Zellner   |
| 8  | Germania (bandiera) | C     | Harald Gfreiter  |
| 9  | Croazia (bandiera)  | A     | Vlado Papić      |
| 10 | Germania (bandiera) | A     | Mustafa Turgut   |
| 11 | Ungheria (bandiera) | A     | Andras Tölcseres |
| 12 | Germania (bandiera) | C     | Peter Peschel    |
| 13 | Germania (bandiera) | D     | Stephan Hanke    |
| 14 | Turchia (bandiera)  | C     | Ramazan Yildirim |

| N. |                                 | Ruolo | Calciatore            |
| -- | ------------------------------- | ----- | --------------------- |
| 15 | Albania (bandiera)              | C     | Armando Zani          |
| 16 | Germania (bandiera)             | A     | Josef Tuma            |
| 17 | Germania (bandiera)             | A     | Thomas Glas           |
| 18 | Germania (bandiera)             | D     | Oliver Schmidt        |
| 19 | Germania (bandiera)             | C     | Ralf Hürter           |
| 20 | Germania (bandiera)             | P     | Florian Ermler        |
| 21 | Germania (bandiera)             | C     | Markus Knackmuß       |
| 22 | Germania (bandiera)             | D     | Sven Teichmann        |
| 23 | Germania (bandiera)             | C     | Dominik Schmitt       |
| 24 | Germania (bandiera)             | C     | Tobias Schweinsteiger |
| 25 | Germania (bandiera)             | C     | Oliver Fink           |
| 26 | Germania (bandiera)             | D     | Tobias Fink           |
|    | Germania (bandiera)             | D     | Markus Segerer        |
|    | Bosnia ed Erzegovina (bandiera) | A     | Midhat Gluhačević     |
|    | Germania (bandiera)             | A     | David Kruppa          |

## Organigramma societario
Area tecnica
- Allenatore: Günter Sebert
- Allenatore in seconda:
- Preparatore dei portieri:
- Preparatori atletici:
- Analisi video:

## Calciomercato

### Sessione estiva
| Acquisti | Acquisti         | Acquisti               | Acquisti |
| R.       | Nome             | da                     | Modalità |
| -------- | ---------------- | ---------------------- | -------- |
| D        | Stefan Binder    | Wacker Burghausen      |          |
| C        | Oliver Fink      | SG Post Süd/Regensburg |          |
| C        | Werner Heinzen   | Karlsruhe              |          |
| C        | Ralf Hürter      | Elversberg             |          |
| A        | Vlado Papić      | Magdeburgo             |          |
| D        | Oliver Schmidt   | VfR Mannheim           |          |
| D        | Mario Stieglmair | Ried                   |          |
| A        | Josef Tuma       | Schweinfurt 05         |          |
| A        | Mustafa Turgut   | Lubecca                |          |
| C        | Armando Zani     | Magdeburgo             |          |

| Cessioni | Cessioni         | Cessioni          | Cessioni |
| R.       | Nome             | a                 | Modalità |
| -------- | ---------------- | ----------------- | -------- |
| A        | Thorsten Bauer   | Hessen Kassel     |          |
| C        | Marco Christ     | Feucht            |          |
| D        | Markus Grasser   | Carl Zeiss Jena   |          |
| A        | Thorsten Holm    | Carl Zeiss Jena   |          |
| A        | Helmut Lemberger | Schalding-Heining |          |
| A        | Cesar M'Boma     | Chemnitz          |          |
| C        | Youssef Mokhtari | Wacker Burghausen |          |
| A        | Michael Petry    | Kickers Offenbach |          |
| C        | Stefan Seufert   | Bayreuth          |          |
| P        | Michael Zoll     | Halberg Brebach   |          |

### Sessione invernale
| Acquisti | Acquisti              | Acquisti | Acquisti |
| R.       | Nome                  | da       | Modalità |
| -------- | --------------------- | -------- | -------- |
| C        | Tobias Schweinsteiger | FC Falke |          |

| Cessioni | Cessioni       | Cessioni        | Cessioni |
| R.       | Nome           | a               | Modalità |
| -------- | -------------- | --------------- | -------- |
| D        | Alexander Maul | Carl Zeiss Jena |          |

## Risultati

### Regionalliga

#### Girone di andata
| Arbitro: | Sinn |

|           |           |          |
| Ndeki 63’ | Marcatori | 73’ Glas |

| Arbitro: | Albrecht |

|                          |           |  |
| Stieglmair 48’ Papić 60’ | Marcatori |  |

| Stoccarda 3 agosto 2002, ore 14:30 CEST 3ª giornata | Kickers Stoccarda | 0 – 0 referto | Jahn Ratisbona | Waldau-Stadion (2 570 spett.)\| Arbitro: \| Raquet \| |
| Arbitro:                                            | Raquet            |               |                |                                                       |

| Arbitro: | Bielmeier |

|                         |           |  |
| Papić 22’ Tölcseres 71’ | Marcatori |  |

| Arbitro: | Schmidt |

|             |           |                                      |
| Ollhoff 19’ | Marcatori | 7’ Stieglmair 45’ Knackmuß 63’ Papić |

| 17 agosto 2002 6ª giornata |  | – turno di riposo |  |  |

| Arbitro: | Welz |

|                                      |           |            |
| Zani 45’ Schmidt 48’ Binder 75’, 77’ | Marcatori | 25’ Mifsud |

| Arbitro: | Karle |

|                |           |  |
| Hasenhüttl 85’ | Marcatori |  |

| Arbitro: | Sahler |

|                         |           |  |
| Tölcseres 32’ Papić 60’ | Marcatori |  |

| Arbitro: | Brombacher |

|                 |           |                     |
| Falk 60’ (rig.) | Marcatori | 71’ (aut.) Barletta |

| Arbitro: | Reuß |

|                         |           |  |
| Tölcseres 48’ Papić 55’ | Marcatori |  |

| Neunkirchen 29 settembre 2002, ore 17:00 CEST 12ª giornata | Borussia Neunkirchen | 0 – 0 referto | Jahn Ratisbona | Ellenfeldstadion (1 240 spett.)\| Arbitro: \| Walz \| |
| Arbitro:                                                   | Walz                 |               |                |                                                       |

| Arbitro: | Drees |

|                                 |           |  |
| Tölcseres 11’, 29’ Gfreiter 47’ | Marcatori |  |

| Arbitro: | Trautmann |

|  |           |                             |
|  | Marcatori | 9’ Stieglmair 64’ Tölcseres |

| Arbitro: | Sippel |

|                                  |           |  |
| Papić 14’ Tuma 87’ Tölcseres 90’ | Marcatori |  |

| Arbitro: | Albrecht |

|             |           |          |
| Martins 79’ | Marcatori | 46’ Zani |

| Ratisbona 2 novembre 2002, ore 14:30 CET 17ª giornata | Jahn Ratisbona | 0 – 0 referto | Saarbrücken | Jahnstadion (7 500 spett.)\| Arbitro: \| Wagner \| |
| Arbitro:                                              | Wagner         |               |             |                                                    |

| Arbitro: | Dingert |

|                                              |           |                 |
| Dione 18’ van Buskirk 44’ (rig.) Nauroth 58’ | Marcatori | 65’ (rig.) Zani |

| Arbitro: | Kammerer |

|                                                          |           |  |
| Knackmuß 19’ Binder 26’ Papić 55’ Zani 74’ Tölcseres 89’ | Marcatori |  |

#### Girone di ritorno
| Arbitro: | Palilla |

|                    |           |  |
| Papić 70’ Zani 87’ | Marcatori |  |

| Arbitro: | Viktora |

|  |           |          |
|  | Marcatori | 85’ Tuma |

| Arbitro: | Schalk |

|           |           |                             |
| Hanke 37’ | Marcatori | 39’ Zimmermann 51’ Minkwitz |

| Arbitro: | Kircher |

|                         |           |             |
| Grassow 15’ Seifert 56’ | Marcatori | 30’ Peschel |

| Arbitro: | Brombacher |

|                                       |           |  |
| Tölcseres 18’, 72’ Papić 54’ Zani 87’ | Marcatori |  |

| 15 marzo 2003 25ª giornata |  | – turno di riposo |  |  |

| Arbitro: | Karle |

|  |           |             |
|  | Marcatori | 65’ Peschel |

| Arbitro: | Stark |

|                       |           |                |
| Zani 11’ Knackmuß 65’ | Marcatori | 60’ Hasenhüttl |

| Arbitro: | Schiffner |

|             |           |  |
| Neticha 68’ | Marcatori |  |

| Arbitro: | Steinborn |

|                   |           |                     |
| Turgut 87’ (rig.) | Marcatori | 27’ (rig.) Barletta |

| Arbitro: | Welz |

|             |           |                              |
| Rogosic 27’ | Marcatori | 20’, 90’ Tölcseres 82’ Papić |

| Arbitro: | Sippel |

|                                                                      |           |                 |
| Peschel 2’ Zani 21’ (rig.), 60’ Papić 23’ (rig.), 74’ Stieglmair 33’ | Marcatori | 67’ (rig.) Rein |

| Arbitro: | Drees |

|                |           |  |
| Hebestreit 65’ | Marcatori |  |

| Arbitro: | Perl |

|                          |           |           |
| Papić 36’ Stieglmair 43’ | Marcatori | 64’ Boden |

| Arbitro: | Wagner |

|                               |           |           |
| Römer 26’ Barlecaj 54’ (rig.) | Marcatori | 38’ Hanke |

| Arbitro: | Jansen |

|               |           |  |
| Tölcseres 13’ | Marcatori |  |

| Arbitro: | Dingert |

|                    |           |                             |
| Oelkuch 78’ (rig.) | Marcatori | 30’ Zani 68’ (rig.) Peschel |

| Arbitro: | Wezel |

|                               |           |                       |
| Knackmuß 16’ Peschel 43’, 69’ | Marcatori | 7’ (rig.) van Buskirk |

| Arbitro: | Brombacher |

|           |           |                          |
| Maier 82’ | Marcatori | 6’, 90’ Peschel 40’ Zani |

### Coppa di Germania
| Arbitro: | Walz |

|         |           |                                 |
| Zani 7’ | Marcatori | 54’ (aut.) Schmidt 78’ Feinbier |

## Statistiche

### Statistiche di squadra
| Competizione      | Punti | In casa | In casa | In casa | In casa | In casa | In casa | In trasferta | In trasferta | In trasferta | In trasferta | In trasferta | In trasferta | Totale | Totale | Totale | Totale | Totale | Totale | DR  |
| Competizione      | Punti | G       | V       | N       | P       | Gf      | Gs      | G            | V            | N            | P            | Gf           | Gs           | G      | V      | N      | P      | Gf     | Gs     | DR  |
| ----------------- | ----- | ------- | ------- | ------- | ------- | ------- | ------- | ------------ | ------------ | ------------ | ------------ | ------------ | ------------ | ------ | ------ | ------ | ------ | ------ | ------ | --- |
| Regionalliga sud  | 73    | 18      | 15      | 2       | 1       | 45      | 8       | 18           | 7            | 5            | 6            | 21           | 17           | 36     | 22     | 7      | 7      | 66     | 25     | +41 |
| Coppa di Germania | -     | 1       | 0       | 0       | 1       | 1       | 2       | 0            | 0            | 0            | 0            | 0            | 0            | 1      | 0      | 0      | 1      | 1      | 2      | -1  |
| Totale            | 73    | 19      | 15      | 2       | 2       | 46      | 10      | 18           | 7            | 5            | 6            | 21           | 17           | 37     | 22     | 7      | 8      | 67     | 27     | +40 |

### Andamento in campionato
| Giornata  | 1 | 2 | 3 | 4 | 5 | 6 | 7 | 8 | 9 | 10 | 11 | 12 | 13 | 14 | 15 | 16 | 17 | 18 | 19 | 20 | 21 | 22 | 23 | 24 | 25 | 26 | 27 | 28 | 29 | 30 | 31 | 32 | 33 | 34 | 35 | 36 | 37 | 38 |
| --------- | - | - | - | - | - | - | - | - | - | -- | -- | -- | -- | -- | -- | -- | -- | -- | -- | -- | -- | -- | -- | -- | -- | -- | -- | -- | -- | -- | -- | -- | -- | -- | -- | -- | -- | -- |
| Luogo     | T | C | T | C | T |   | C | T | C | T  | C  | T  | C  | T  | C  | T  | C  | T  | C  | C  | T  | C  | T  | C  |    | T  | C  | T  | C  | T  | C  | T  | C  | T  | C  | T  | C  | T  |
| Risultato | N | V | N | V | V |   | V | P | V | N  | V  | N  | V  | V  | V  | N  | N  | P  | V  | V  | V  | P  | P  | V  |    | V  | V  | P  | N  | V  | V  | P  | V  | P  | V  | V  | V  | V  |
| Posizione | 8 | 2 | 6 | 2 | 1 | 2 | 1 | 3 | 3 | 3  | 2  | 2  | 2  | 2  | 1  | 2  | 2  | 2  | 2  | 2  | 2  | 2  | 2  | 2  | 2  | 2  | 2  | 2  | 2  | 2  | 2  | 2  | 2  | 2  | 2  | 2  | 2  | 2  |

Legenda:

Luogo: C = Casa; T = Trasferta. Risultato: V = Vittoria; N = Pareggio; P = Sconfitta.

### Statistiche dei giocatori
| Giocatore         | Regionalliga sud | Regionalliga sud | Regionalliga sud | Regionalliga sud | Coppa di Germania | Coppa di Germania | Coppa di Germania | Coppa di Germania | Totale   | Totale | Totale      | Totale     |
| Giocatore         | Presenze         | Reti             | Ammonizioni      | Espulsioni       | Presenze          | Reti              | Ammonizioni       | Espulsioni        | Presenze | Reti   | Ammonizioni | Espulsioni |
| ----------------- | ---------------- | ---------------- | ---------------- | ---------------- | ----------------- | ----------------- | ----------------- | ----------------- | -------- | ------ | ----------- | ---------- |
| S. Binder         | 32               | 3                | 3                | 0                | 1                 | 0                 | 0                 | 0                 | 33       | 3      | 3           | 0          |
| M. Dehoust        | 0                | 0                | 0                | 0                | 0                 | 0                 | 0                 | 0                 | 0        | 0      | 0           | 0          |
| F. Ermler         | 2                | 0                | 0                | 0                | 0                 | 0                 | 0                 | 0                 | 2        | 0      | 0           | 0          |
| O. Fink           | 0                | 0                | 0                | 0                | 0                 | 0                 | 0                 | 0                 | 0        | 0      | 0           | 0          |
| T. Fink           | 0                | 0                | 0                | 0                | 0                 | 0                 | 0                 | 0                 | 0        | 0      | 0           | 0          |
| H. Gfreiter       | 32               | 1                | 4                | 0                | 1                 | 0                 | 0                 | 0                 | 33       | 1      | 4           | 0          |
| T. Glas           | 8                | 1                | 0                | 0                | 0                 | 0                 | 0                 | 0                 | 8        | 1      | 0           | 0          |
| M. Gluhačević     | 0                | 0                | 0                | 0                | 0                 | 0                 | 0                 | 0                 | 0        | 0      | 0           | 0          |
| U. Gospodarek     | 34               | 0                | 1                | 0                | 1                 | 0                 | 0                 | 0                 | 35       | 0      | 1           | 0          |
| S. Hanke          | 33               | 2                | 5                | 1                | 0                 | 0                 | 0                 | 0                 | 33       | 2      | 5           | 1          |
| W. Heinzen        | 4                | 0                | 0                | 0                | 0                 | 0                 | 0                 | 0                 | 4        | 0      | 0           | 0          |
| R. Hürter         | 0                | 0                | 0                | 0                | 0                 | 0                 | 0                 | 0                 | 0        | 0      | 0           | 0          |
| C. Keuler         | 35               | 0                | 2                | 1                | 1                 | 0                 | 0                 | 0                 | 36       | 0      | 2           | 1          |
| M. Knackmuß       | 34               | 4                | 5                | 0                | 1                 | 0                 | 0                 | 0                 | 35       | 4      | 5           | 0          |
| D. Kruppa         | 1                | 0                | 0                | 0                | 0                 | 0                 | 0                 | 0                 | 1        | 0      | 0           | 0          |
| V. Papić          | 34               | 13               | 1                | 0                | 1                 | 0                 | 0                 | 0                 | 35       | 13     | 1           | 0          |
| P. Peschel        | 12               | 8                | 3                | 0                | 0                 | 0                 | 0                 | 0                 | 12       | 8      | 3           | 0          |
| O. Schmidt        | 17               | 1                | 1                | 0                | 1                 | 0                 | 0                 | 0                 | 18       | 1      | 1           | 0          |
| D. Schmitt        | 3                | 0                | 0                | 0                | 0                 | 0                 | 0                 | 0                 | 3        | 0      | 0           | 0          |
| T. Schweinsteiger | 0                | 0                | 0                | 0                | 0                 | 0                 | 0                 | 0                 | 0        | 0      | 0           | 0          |
| M. Segerer        | 4                | 0                | 0                | 0                | 0                 | 0                 | 0                 | 0                 | 4        | 0      | 0           | 0          |
| M. Stieglmair     | 36               | 5                | 11               | 0                | 1                 | 0                 | 0                 | 0                 | 37       | 5      | 11          | 0          |
| S. Teichmann      | 27               | 0                | 2                | 0                | 0                 | 0                 | 0                 | 0                 | 27       | 0      | 2           | 0          |
| J. Tuma           | 23               | 2                | 3                | 0                | 1                 | 0                 | 0                 | 0                 | 24       | 2      | 3           | 0          |
| M. Turgut         | 12               | 1                | 2                | 0                | 0                 | 0                 | 0                 | 0                 | 12       | 1      | 2           | 0          |
| A. Tölcseres      | 35               | 13               | 5                | 1                | 1                 | 0                 | 0                 | 0                 | 36       | 13     | 5           | 1          |
| M. Weinzierl      | 3                | 0                | 0                | 0                | 0                 | 0                 | 0                 | 0                 | 3        | 0      | 0           | 0          |
| R. Yildirim       | 20               | 0                | 2                | 0                | 1                 | 0                 | 0                 | 0                 | 21       | 0      | 2           | 0          |
| A. Zani           | 36               | 11               | 4                | 0                | 1                 | 1                 | 0                 | 0                 | 37       | 12     | 4           | 0          |
| T. Zellner        | 16               | 0                | 1                | 0                | 1                 | 0                 | 0                 | 0                 | 17       | 0      | 1           | 0          |